# Campoplex fanensis
Campoplex fanensis är en stekelart som först beskrevs av Cecconi 1924.  Campoplex fanensis ingår i släktet Campoplex och familjen brokparasitsteklar. Inga underarter finns listade.